# Tiia Toomet
Tiia Toomet (* 9. Februar 1947 in Tallinn) ist eine estnische Schriftstellerin, die vorwiegend Kinder- und Jugendliteratur verfasst.

## Leben
Toomet machte 1965 in Tallinn ihr Abitur und studierte von 1965 bis 1970 an der Universität Tartu Geschichte. Nach einer dreijährigen Tätigkeit als Laborantin an der Universität Tartu studierte sie von 1973 bis 1978 an der Estnischen Kunsthochschule Textilbearbeitung. Sie ist seit 1983 freiberuflich tätig und seit 1985 Mitglied des Estnischen Schriftstellerverbandes. 1994 war sie eine der Initiatorinnen und erste Direktorin (bis 2007) des Tartuer Spielwarenmuseums.
Sie war verheiratet mit dem Schriftsteller Jaan Kaplinski und ist die Mutter des Softwareentwicklers Lauris Kaplinski.

## Werk
Toomet debütierte 1965 in einer Zeitschrift und legte in den 1970er Jahren ihre ersten Kinderbücher vor. Ein häufig wiederkehrendes Thema bei ihr sind Spielsachen, die sie in mehreren Büchern behandelt und bisweilen auch zu Leben erweckt. Ein Kritiker wies darauf hin, dass Toomet die Kinder auf Augenhöhe anspricht, wie es auch Viivi Luik und Hando Runnel in ihren Kinderbüchern tun, und zog ferner den Vergleich zu Jüri Parijõgi. Ihre Kinderbücher sind ins Arabische, Deutsche, Englische, Niederländische, Polnische und Russische übersetzt.

## Auszeichnungen
- 1997 Literaturpreis des Estnischen Kulturkapitals (Kinderliteratur)
- 1998 Virumaa-Literaturpreis
- 2005 Orden des weißen Sterns, IV. Klasse
- 2007 Volkskulturpreis des Estnischen Kulturkapitals
- 2016 Ehrenbürgerin von Tartu

## Bibliografie

### Kinderliteratur
- (gemeinsam mit Jaan Kaplinski): Kuhu need värvid jäävad ('Wo bleiben die Farben?'). Tallinn: Eesti Raamat 1975. 40 S.
- Värviline kosmoselugu ('Farbige Weltraumgeschichte'). Tallinn: Kunst 1979. 28 S.
- Kuidas panna nööpe ('Wie man sich zuknöpft'). Tallinn: Eesti Raamat 1979. 48 S.
- Vana aja lood ('Geschichten aus alter Zeit'). Tallinn: Eesti Raamat 1983. 40 S.
- Lapikirja ja lastekirja (dt.: Die Geschichte von der teppichbunten Welt). Tallinn: Kunst 1984. 22 S.
- Ahvipoeg, kes ei tahtnud areneda ('Das Äffchen, das sich nicht entwickeln wollte'). Tallinn: Eesti Raamat 1984. 20 S.
- Kodused asjad ('Die Dinge daheim'). Tallinn: Eesti Raamat 1987. 52 S.
- Karjakuninga mängud ('Die Spiele des Bärenkönigs'). Tallinn: [s.n.] 1989. 16 S.
- Kaur, kõige noorem vanem vend ('Kaur, der jüngste ältere Bruder'). Tallinn: Eesti Raamat [1991]. 58 S.
- Kaltsutitt ja puuhobune ('Lumpenbaby und Holzpferd'). [Tallinn]: Koolibri 1996. 110 S.
- Nukuraamat ('Das Puppenbuch'). [Tallinn]: Kunst 1997. 77 S.
- Vana aja koolilood ('Schulgeschichten aus der alten Zeit'). Tallinn: Varrak 2001. 64 S.
- Kõige paremad asjad ('Die besten Sachen'). Tallinn: TEA Kirjastus 2007. 55 S.
- Kus on kodu? ('Wo ist Zuhause?'). Tallinn: TEA Kirjastus 2007. 38 S.
- Supersünnipäev ('Der Supergeburtstag'). [Tallinn]: Tänapäev 2007. 115 S.
- Lugemistund ('Lesestunde'). Tallinn: TEA Kirjastus 2008. 130 S.
- Karu Lillekäpa suvejuhtumused ('Die Sommerereignisse von Bär Blumentatze'). [Tallinn]: Karrup 2008. [8] S.
- Karu Lillekäpa sügisejuhtumused ('Die Herbstereignisse von Bär Blumentatze'). [Tallinn]: Karrup 2008. [8] S.
- Karu Lillekäpa talverõõmud ('Die Winterfreuden von Bär Blumentatze'). [Tallinn]: Karrup 2008. [8] S.
- Karu Lillekäpa kevadüllatused ('Die Frühlingsüberraschungen von Bär Blumentatze'). [Tallinn]: Karrup 2008. [8] S.
- Karu Lillekäpa töö-ööd ('Die Arbeitsnächte von Bär Blumentatze'). Tallinn: TEA Kirjastus 2010. [8] S.
- Mänguasjad jutustavad. 20. sajandi eesti mänguasjade lood ('Spielzeug erzählt. Geschichte vom estnischen Spielzeug des 20. Jahrhunderts'). [Tallinn]: Tammerraamat 2010. 253 S.
- Minu kodu on Eestimaa ('Meine Heimat ist Estland'). [Tallinn]: Tammerraamat 2014. 143 S.
- Mailill ja ülane ('Maiglöckchen und Anemone'). [Tallinn]: Tammerraamat 2015. 56 S.
- Maagilise väega nukud ('Puppen mit magischer Kraft'). [Tallinn]: Hea Lugu 2015. 141 S.
- Vingus näoga klouni pihtimus ('Die Beichte des Clowns mit dem verdrossenen Gesicht'). [Tartu]: Petrone Print 2017. 95 S.

### Für Erwachsene
- Argipäeva õhtu ('Alltagsabend'). Tallinn: Eesti Raamat 1987. 82 S.
- Vaba valik ('Freie Wahl'). Tallinn: Eesti Raamat 1991. 53 S.
- Isamaa suvi ('Sommer des Vaterlands'). Tartu: Ilmamaa 1997. 166 S.
- Vanaduse võlud ('Reize des Alters'). [Tallinn]: Tammerraamat 2017. 133 S.
- Maailma keskpunkt ('Der Mittelpunkt der Welt'). [Tallinn]: Tammerraamat 2018. 325 S.
- Mamma, papa ja nende lapsed. Lapsepõlvest saja aasta taguses Tallinnas ('Oma, Opa und ihre Kinder. Kindheit in Tallinn vor hundert Jahren'). Tallinn: Varrak 2018. 95 S.

### Übersetzungen ins Deutsche
- Die Geschichte von der teppichbunten Welt. Aus dem Estnischen von Viktor Sepp. Gezeichnet von Vive Tolli. Tallinn: Perioodika 1987. 20 S.

## Sekundärliteratur
- Joel Sang: Those Golden Fifties (vanas rahas), in: Looming 9/1983, S. 1287.
- Rein Tootmaa: Vana aja laste bestseller, in: Keel ja Kirjandus 11/1983, S. 647–649.
- Hasso Krull: Ühe luule argipäev ja selle õhtu, in: Keel ja Kirjandus 8/1987, S. 501–502.
- Asta Põldmäe: Ilu on talitsetud hingeliigutus, in: Looming 9/1991, S. 1288–1289.
- Asta Põldmäe: Hingamine, in: Looming 7/1998, S. 1118–1121.
- Andrus Kivirähk: Killukesed Atlantisest, in: Vikerkaar 7/2001, S. 92–94.
- School Tales from the Old Times, in: Estonian Literary Magazine 13 (2001), S. 43–44.
- Veronika Kivisilla: Suure Aja ja Väikese Aja ühendaja, in: Looming 5/2017, S. 742–747.
- Tiia Toomet / Marge Pärnits: Värvilistest klaaskommidest vanaduse võludeni, in: Looming 2/2022, S. 230–235.